# Geschützter Landschaftsbestandteil Hecke im Lupen
Der Geschützte Landschaftsbestandteil Hecke im Lupen liegt südwestlich von Borntosten im Stadtgebiet von Marsberg. Das Gebiet wurde 2008 mit dem Landschaftsplan Marsberg durch den Kreistag des Hochsauerlandkreises als Geschützter Landschaftsbestandteil (LB) ausgewiesen. Der LB liegt im Landschaftsschutzgebiet Freiflächen um Borntosten. Ein Bereich der Hecke liegt direkt an der Landesgrenze zu Hessen.

## Beschreibung
Der Landschaftsplan führt zum LB aus: „An einer Geländestufe westlich und südwestlich Borntosten stockt eine markante, größtenteils dichte Naturhecke überwiegend aus Weißdorn, Schlehe, Schwarzem Holunder und Feldahorn; in der Baumschicht überwiegt die Esche. Am Südende begleitet sie (auf westfälischer Seite) den Verlauf der Landesgrenze; hier lockert der Strauchanteil zugunsten eingestreuter Magergrünlandflächen etwas auf. Mit ihrer erheblichen Länge sowie einer Breite zwischen 5 und 15 m erreicht sie eine wichtige landschaftsbildprägenden Wirkung; zudem stellt die Hecke Brut- und Nahrungshabitate für eine vielfältige Kleintierfauna bereit (insbesondere hecken- und gebüschbrütende Vogelarten).“

## Schutzzweck
Die Ausweisung als LB erfolgte:
- Zur Erhaltung, Entwicklung oder Wiederherstellung der Leistungs- und Funktionsfähigkeit des Naturhaushaltes
- Zur Belebung, Gliederung oder Pflege des Orts- und Landschaftsbildes
- Zur Abwehr schädlicher Einwirkungen

Das LB stellt, wie die anderen LBs im Landschaftsplangebiet, einen herausragenden Lebensraum für die ökologischen Leistungsfähigkeit des Naturhaushaltes dar. Dient ferner als landschaftsgliederndes und -belebendes Element. Die Ausweisung dient der Abwehr realer oder potenzieller schädlicher Einwirkungen durch Pflanzenentnahme, Relief- oder Gewässerveränderungen usw.